# Forza Italia (2013)
Il Movimento politico Forza Italia, conosciuto in breve come Forza Italia (FI), è un partito politico italiano di centro-destra. Rilanciato il 16 novembre 2013 da Silvio Berlusconi, mantiene il nome e il simbolo adottati dalla formazione politica originaria dal 1994 al 2009, prima di confluire ne Il Popolo della Libertà.
Vi è confluita la maggioranza degli esponenti del Popolo della Libertà dopo la scissione dell'area di Angelino Alfano, passato invece al Nuovo Centrodestra.

## Storia

### Ultime fasi del Popolo della Libertà e la scissione
L'ipotesi di un ritorno a Forza Italia inizia a circolare già nel 2011, soprattutto dopo aver preso atto
delle difficoltà del Popolo della Libertà, lista vincente alle Elezioni politiche in Italia del 2008, a diventare un soggetto culturalmente dinamico, plurale e strutturato.
Dopo il deludente risultato delle comunali del 2012 i giornali scrivono di un imminente ritorno al progetto originario, allo spirito del '94.
Sarà tuttavia lo stesso Berlusconi a smentire queste ipotesi, annullando le primarie per candidarsi di nuovo alla guida della coalizione del centro-destra
in occasione delle elezioni politiche del 2013.
I primi veri passi in tal senso vengono effettuati a giugno 2013, quando la sconfitta alle amministrative evidenzia la necessità di un cambiamento radicale.
Dopo settimane di confronti e valutazioni il 25 ottobre l'Ufficio di Presidenza «delibera la sospensione delle attività del Popolo della Libertà, per convergere verso il rilancio di “Forza Italia”, in attesa della ratifica del Consiglio nazionale del 16 novembre», che conferma la decisione. Le "colombe", che in quest'organo contano 130 membri sugli 870 totali, non partecipano ai lavori, originando quindi una scissione.
Il punto maggiormente contestato riguarda la possibile uscita dall'esecutivo, soprattutto in caso di voto favorevole degli alleati del Partito Democratico sulla decadenza da senatore di Silvio Berlusconi.
Lo stesso giorno Angelino Alfano, durante una conferenza stampa alla quale partecipano gli esponenti dell'ala governativa, annuncia la nascita di una seconda formazione dalle ceneri del partito comune, ribattezzata Nuovo Centrodestra, alla quale aderiscono 60 parlamentari.
Il 20 novembre 2013 i gruppi assumono la denominazione "Forza Italia - Il Popolo della Libertà - Berlusconi presidente" alla Camera e "Forza Italia-Il Popolo della Libertà XVII Legislatura" al Senato. A novembre aderiscono Clemente Mastella e sua moglie Sandra Lonardo.

### Elezioni amministrative del 2013
Il primo banco di prova è costituito dalle elezioni regionali in Trentino-Alto Adige del 27 ottobre 2013 dove, per quanto riguarda Bolzano, il cartello "Forza Alto Adige-Lega Nord-Team Autonomie" raccoglie un deludente 2,5%.
A Trento Giacomo Bezzi ottiene il 4,42%; il centro-destra conquista complessivamente 4 seggi.
Alle regionali in Basilicata del novembre 2013, vinte dal candidato del centro-sinistra con il 59,6% che candidava il Vicepresidente della Giunta uscente di centrosinistra del Presidente Vito De Filippo (dimessosi per gli scandali rimborsi), Marcello Pittella, il simbolo del Popolo della Libertà (presentato per l'ultima volta) ottiene il 12,27% pari a 29.000 voti e solo 2 consiglieri, mentre il candidato Presidente, il senatore di Scelta Civica Salvatore Di Maggio si ferma al 19,38%.

### Opposizione e riorganizzazione del partito
Il 26 novembre il Governo Letta pone la fiducia sulla legge di stabilità presentando un maxi-emendamento che integra le modifiche della commissione bilancio del Senato. Forza Italia, nella conferenza dei capigruppo Paolo Romani e Renato Brunetta, annuncia il no alla finanziaria e l'uscita dalla maggioranza del governo.
Il 2 gennaio 2014 Berlusconi nomina i primi coordinatori regionali e annuncia per il 26 gennaio gli "stati generali" del partito.
Il 18 gennaio 2014 avviene l'incontro tra Silvio Berlusconi e il segretario del PD Matteo Renzi. I due si confronteranno a lungo sul tema della legge elettorale e delle riforme istituzionali. Terminate le nomine dei coordinatori regionali, arrivano le prime deleghe ai relativi comitati di presidenza. Si inizia dalla Lombardia e dalla Liguria. Il 20 febbraio vengono annunciati i congressi territoriali del partito, previsti per l'estate.
In seguito una delegazione di 200 volontari parte da Roma per raggiungere i territori non sufficientemente coperti dalla rete internet, al fine di incentivare l'apertura di nuovi club.
Il nome dell'iniziativa è "Missione Azzurra". Forza Italia decide inoltre di rimanere all'opposizione del nuovo Governo Renzi, mantenendo comunque un atteggiamento improntato alla responsabilità.

### I problemi finanziari
Dal mese di maggio 2014 il partito ha problemi finanziari a causa dell'abolizione progressiva del finanziamento pubblico di cui fino a quel momento aveva goduto. Berlusconi ha esortato gli iscritti a divenire sostenitori del partito, pregando i propri parlamentari di cercare finanziatori. Nell'agosto il partito ha annunciato di non essere in grado di pagare puntualmente gli stipendi ai propri dipendenti a causa della carenza di liquidità. I debiti ammontano a circa 94 milioni di euro.

### Elezioni europee, regionali ed amministrative del 2014
Alle regionali in Sardegna del 16 febbraio 2014 Forza Italia ricandida il presidente uscente forzista Ugo Cappellacci che ottiene però il 39,6% e viene sconfitto così dall'esponente di centro-sinistra, Francesco Pigliaru (al 42,4%). Forza Italia ottiene il 18,52% ed elegge 10 consiglieri.
Alle europee del 2014 il partito risulta essere la terza lista nazionale con 4 614 364 voti validi, pari al 16,81% dietro al PD e al Movimento 5 Stelle. I seggi conquistati all'europarlamento sono 13; cinque anni prima sono stati 29. Sommando i voti di Forza Italia con quelli del Nuovo Centrodestra e di Fratelli d'Italia i voti ottenuti sono 6 800 000, circa 4 milioni in meno rispetto a quelli presi dal PdL alle europee del 2009.
Contestualmente alle europee si sono svolte le elezioni regionali in Piemonte e in Abruzzo, accompagnate da un rilevante turno di amministrative.
In Piemonte l'azzurro Pichetto, sostenuto anche dalla Lega ma non da FdI, perde con il 22% contro Chiamparino (al 47%) del centrosinistra.
In Abruzzo, il presidente uscente Chiodi è ugualmente sconfitto con il 29,2% dal Dem Luciano D'Alfonso (al 46,2%). Forza Italia ottiene il 15,57% in Piemonte e 6 seggi, il 16,67% e 4 consiglieri in Abruzzo. Alle amministrative, dei 28 comuni capoluogo chiamati al voto 15 sono le amministrazioni uscenti di centro-sinistra e 13 quelle di centro-destra. Il primo turno assegna 9 città al centro-sinistra e 2 al centro-destra che si conferma ad Ascoli Piceno e a Tortolì. Inoltre il partito rimane escluso anche in alcuni ballottaggi, come a Livorno, a Modena e a Caltanissetta. Al secondo turno si conferma a Teramo e vince a Foggia e per la prima volta nelle roccaforti rosse di Perugia ed Urbino. Il centrodestra perde però sei capoluoghi di provincia nel nord-ovest: a Bergamo, Cremona, Pavia (dove viene battuto dal centro-sinistra il giovane sindaco uscente Alessandro Cattaneo, in piena scalata al vertice del partito come volto nuovo di FI), Biella, Verbania e Vercelli vincono i candidati democratici. Il partito infine è sconfitto anche a Pescara e infine, il 26 ottobre, anche a Reggio Calabria.
Alle regionali anticipate del 23 novembre 2014, in Emilia-Romagna Forza Italia sostiene il leghista Alan Fabbri, sconfitto con il 29,8% da Stefano Bonaccini (al 46,2%) e viene superata a destra dalla Lega Nord, raggiungendo solo l'8,3% ed eleggendo 2 consiglieri. Mentre in Calabria (dove la giunta uscente è invece di centro-destra) si impone il candidato del centro-sinistra, Mario Oliverio (con il 61,4%), sulla candidata forzista Wanda Ferro, ferma al 23,5%. Forza Italia ottiene il 12,2% e 5 consiglieri.

### Rottura del Patto del Nazareno e i successivi sviluppi
Dopo le dimissioni del Presidente della Repubblica Italiana Giorgio Napolitano, firmate il 14 gennaio 2015, il partito pensa ai nomi da proporre come successori al Colle; nonostante un iniziale apprezzamento per Giuliano Amato e Pier Ferdinando Casini, il 29 gennaio 2015 Renzi annuncia che alla quarta votazione proporrà Sergio Mattarella.
Questa mossa causa sostanzialmente la fine del Patto del Nazareno, provocando delle tensioni. Il 4 febbraio 2015 Berlusconi respinge le dimissioni dei vertici del partito, chieste dai dissidenti guidati da Raffaele Fitto.
Il 21 febbraio Raffaele Fitto e i forzisti a lui vicino lanciano la corrente dei "Ricostruttori".
Il 31 marzo 2015 i senatori Sandro Bondi e Manuela Repetti lasciano il partito e aderiscono al gruppo misto.
Lo scontro nel partito tra Berlusconi e Fitto si acuisce con l'approssimarsi delle elezioni regionali. Con il rischio di vedere i propri fedelissimi tagliati fuori dalle liste di Forza Italia nelle regioni chiamate al voto, l'ex ministro pugliese minaccia la presentazione di liste autonome, ed eventualmente propri candidati a presidente, in contrapposizione a quelle ufficiali del partito.

### Elezioni regionali ed amministrative del 2015
Al turno principale delle regionali FI si presenta in coalizioni unitarie di centro-destra in quattro regioni: in Liguria, in Veneto, in Umbria e nell'unica regione amministrata da Forza Italia, la Campania.
Il 10 maggio intanto Forza Italia viene sconfitta ad Aosta e il centrodestra perde il governo della città, mentre anche a Trento e a Bolzano il centrosinistra si riconferma rispettivamente al primo e al secondo turno.
In Veneto si conferma il presidente uscente leghista Luca Zaia col 50,1% contro il 22,7% del centrosinistra. Forza Italia qui registra il suo risultato peggiore di questa tornata, fermandosi al 5,9% ed eleggendo 3 consiglieri.
In Liguria l'azzurro Giovanni Toti si impone con il 34,4% grazie alle divisioni nello schieramento avversario, la regione torna così al centrodestra dopo 10 anni. FI ottiene il 12,6% e 3 seggi.
In Toscana il partito corre da solo col suo candidato Stefano Mugnai che arriva quarto con il 9,1%, mentre la lista raccoglie l'8,5% ed elegge un solo consigliere.
Nelle Marche FI sostiene, assieme all'NCD, il presidente uscente Gian Mario Spacca, eletto nel 2005 e 2010 con il centrosinistra e non ricandidato dalla sua coalizione per un terzo mandato. Spacca arriva quarto con il 14,2%, Forza Italia ottiene il 9,4% e 2 consiglieri.
In Umbria il centrodestra unito sostiene il sindaco di Assisi Claudio Ricci che ottiene il 39,2% e viene sconfitto per soli circa 13.000 voti. Forza Italia raccoglie l'8,5% ed elegge un consigliere.
In Campania il presidente uscente Stefano Caldoro viene sconfitto con il 38,3%. Gli azzurri raccolgono il 17,8% ed eleggono 7 consiglieri.
In Puglia viene inizialmente lanciata la candidatura dell'ex presidente della provincia di Bari Francesco Schittulli, ma dopo alcune incomprensioni riguardanti la composizione delle liste, con la minaccia di esclusione degli esponenti maggiormente vicini a Fitto, i dirigenti scelgono Adriana Poli Bortone mentre l'ex presidente prosegue nel sostegno a Schittulli. La Poli Bortone arriva quarta con il 14,4%, la lista azzurra ottiene l'11,3% e 5 seggi.
Le elezioni regionali in Italia del 2015 registrano un calo di consensi di Forza Italia, stimato dall'Istituto di studi e di ricerche Carlo Cattaneo, di 840.148 voti rispetto alle elezioni europee del 2014 in relazione al dato delle medesime 7 regioni; questa flessione proietta il partito di Silvio Berlusconi al secondo posto all'interno dello schieramento di centrodestra, con il sorpasso della Lega Nord in molte regioni.
Alle contemporanee elezioni comunali, tra primo e secondo turno, il centrodestra si conferma a Chieti, Vibo Valentia, Andria e Rovigo, strappa al centrosinistra i comuni di Matera, Arezzo e la roccaforte di Venezia e perde il governo delle città di Mantova e Trani.

### La scissione di Raffaele Fitto e l'abbandono di Denis Verdini
Il 3 giugno 2015 nasce al Senato il gruppo parlamentare Conservatori, Riformisti italiani, che sancisce la definitiva separazione tra il partito di Berlusconi e i dissidenti vicini a Raffaele Fitto (che peraltro in data 17 maggio aveva già lasciato il gruppo del Partito Popolare Europeo per aderire al gruppo dei Conservatori e Riformisti Europei).
Fanno parte del nuovo gruppo 12 parlamentari, di cui 10 provenienti da Forza Italia e 2 da Grandi Autonomie e Libertà: Anna Cinzia Bonfrisco, Francesco Bruni, Luigi D’Ambrosio Lettieri, Tito Di Maggio (da GAL), Ciro Falanga, Pietro Liuzzi, Eva Longo, Antonio Milo (da GAL), Lionello Marco Pagnoncelli, Luigi Perrone, Lucio Tarquinio e Vittorio Zizza. Viene contestualmente eletta capogruppo, a scrutinio segreto, la senatrice Bonfrisco.
Il 20 novembre 2015 sono invece 10 i deputati che aderiscono al progetto: Trifone Altieri, Maurizio Bianconi, Gianfranco Giovanni Chiarelli, Daniele Capezzone, Nicola Ciracì, Antonio Distaso, Benedetto Francesco Fucci, Cosimo Latronico, Roberto Marti e Rocco Palese.
Il 29 luglio Denis Verdini ufficializza la nascita di Alleanza Liberalpopolare - Autonomie, gruppo parlamentare che sostiene le riforme costituzionali dell'esecutivo, al quale hanno aderito Lucio Barani, Giuseppe Compagnone, Vincenzo D'Anna, Antonio Scavone, Riccardo Conti, Riccardo Mazzoni, Ciro Falanga, Pietro Langella ed Eva Longo. Nei mesi seguenti anche i senatori Francesco Maria Amoruso, Domenico Auricchio, Giuseppe Ruvolo, Pietro Iurlaro, Enrico Piccinelli e Riccardo Villari lasciano Forza Italia e aderiscono ad Alleanza Liberalpopolare.
Il 23 settembre abbandonano il partito i deputati Francesco Saverio Romano, Ignazio Abrignani, Luca d'Alessandro, Monica Faenzi, Giuseppe Galati, Giovanni Mottola e Massimo Parisi, i quali entrano a far parte del gruppo misto.
Il 19 maggio 2016 il deputato Giorgio Lainati abbandona Forza Italia e aderisce ad ALA.

### Le nuove adesioni
Il 24 agosto, Nunzia De Girolamo, ex Ministro delle politiche agricole, alimentari e forestali nel Governo Letta, nonché ex capogruppo del Nuovo Centrodestra alla Camera dei deputati, ufficializza l'abbandono a NCD.
Il ritorno a Forza Italia del successivo 22 settembre, oltre ad essere motivato da ragioni sentimentali («È casa mia»), si spiega soprattutto nella condotta di Alfano, a suo avviso colpevole di aver intrapreso un percorso che sfocerà inevitabilmente in una collocazione all'interno del centro-sinistra.
Questa mossa ha comportato una scelta analoga da parte di 120 amministratori locali.
A settembre è il turno dell'eurodeputato Massimiliano Salini, anch'egli deluso da NCD.
Nel dicembre 2015 aderiscono al partito di Berlusconi i deputati nazionali Francantonio Genovese e Maria Tindara Gullo e il deputato regionale siciliano Francesco Rinaldi, provenienti tutti dal PD.
Il 29 febbraio 2016 Adriana Poli Bortone, già candidata in Puglia per la coalizione di centrodestra alle elezioni regionali 2015, annuncia la propria adesione a Forza Italia (dopo la rottura avvenuta già al momento delle regionali con il proprio precedente partito, Fratelli d'Italia - Alleanza Nazionale).
Tuttavia, rispettivamente il 16 marzo e il 18 maggio, i deputati Guglielmo Picchi e Giuseppina Castiello aderiscono alla Lega Nord.

### Elezioni amministrative del 2016
A maggio il centro-destra perde al ballottaggio a Bolzano, tornata al voto dopo solo un anno.
Invece, al primo turno della tornata generale del 5 giugno il centrodestra vede la riconferma soltanto a Cosenza, e l'esclusione di Forza Italia dal ballottaggio in varie città, tra cui Roma e Torino. In quest'ultimi due casi nessun candidato di centrodestra approda al secondo turno.
Delle maggiori città andate al ballottaggio il 19 giugno, il centrodestra conquista solo Trieste, mentre viene sconfitto a Milano, Bologna e Napoli. A Roma e Torino si verificano invece le importanti vittorie dei candidati del M5S. Dei restanti capoluoghi di provincia, FI partecipa alle vittorie di Savona, Pordenone, Grosseto, Benevento e Olbia, mentre a Novara, Isernia e Brindisi si impongono altri partiti di centrodestra.
Con la vittoria di Varese e la riconferma di Milano, il centrosinistra si ritrova per la prima volta al governo di tutti e 12 i capoluoghi di provincia lombardi.
Si schiera ufficialmente per il NO al Referendum costituzionale del 4 dicembre 2016, che vede la vittoria dei contrari alla riforma con il 59,1%.

### Elezioni amministrative e regionali in Sicilia del 2017
Il primo turno delle amministrative dell'11 giugno vede la riconferma del centrosinistra a Cuneo e a Palermo e del centrodestra a Frosinone. Dei restanti 22 capoluoghi andati al ballottaggio, Forza Italia e il centrodestra vengono esclusi solo a Parma e Trapani.
Il ballottaggio del 25 giugno vede una netta affermazione del centrodestra che strappa al centrosinistra L'Aquila, Piacenza, Rieti, Como, Lodi, Monza, Alessandria, Asti, Oristano e, per la prima volta, Genova, La Spezia e Pistoia, mentre conferma Gorizia e Catanzaro. Il centrosinistra conquista invece al centrodestra Padova e Lecce. Il centrodestra torna così a vincere nei capoluoghi lombardi e piemontesi dopo le sconfitte di cinque anni prima, oltre a strappare roccaforti storiche del centrosinistra nelle "regioni rosse" e in Liguria.
Nel giugno del 2017, aderiscono a Forza Italia i deputati Antonino Minardo, Rocco Palese, Vincenza Labriola, Andrea Causin e Fucsia Fitzgerald Nissoli.
In seguito alle dimissioni del deputato di AP Raffaele Calabrò subentra alla Camera l'esponente di Forza Italia Amedeo Laboccetta, portando il numero di deputati a 56.
Sempre alla fine di giugno i senatori Enrico Piccinelli e Domenico Auricchio lasciano ALA e rientrano in Forza Italia, portando il numero di senatori a 44.
Il 25 luglio aderisce a Forza Italia il senatore Massimo Cassano proveniente da Alternativa Popolare.
A fine agosto il commissario di Forza Italia in Sicilia Gianfranco Miccichè annuncia il sostegno a Nello Musumeci, già candidato alla presidenza nel 2012, alle elezioni regionali siciliane del 5 novembre insieme a Diventerà Bellissima, Fratelli d'Italia, Noi con Salvini, Unione di Centro ed Energie per l'Italia. Il 1º settembre convergono su Musumeci anche altre forze politiche del centro-destra: Cantiere Popolare, Movimento per le Autonomie, Nuovo CDU, Idea Sicilia, Siciliani indignati e Movimento Sicilia Nazione. Il candidato unitario del centrodestra si afferma con il 39,8% mentre FI è la seconda lista dell'isola e la prima della coalizione con il 16,3% e 14 seggi.

### Elezioni politiche, regionali e amministrative del 2018
In vista del rinnovo del parlamento, viene inizialmente stretto un patto a tre tra Forza Italia, la Lega di Matteo Salvini e Fratelli d'Italia di Giorgia Meloni, successivamente ampliato alla neo formazione centrista Noi con l'Italia - UDC di Raffaele Fitto. Vista la mancanza per la prima volta di una vera leadership all'interno della coalizione, dovuta anche all'incandidabilità di Berlusconi, viene deciso che in caso di vittoria sarà il partito con il maggior numero di voti ad esprimere il candidato premier. Il risultato delle elezioni vede FI ottenere il 14% alla Camera, pari a circa 4.590.000 voti, e il 14,4% al Senato, corrispondenti a circa 4.352.000 voti. Gli azzurri sono la quarta lista a livello nazionale e la seconda nel centrodestra, superati dalla Lega con il 17,3% alla Camera e il 17,6% al Senato. Nel complesso la coalizione di centro-destra risulta la prima formazione nel paese con circa il 37%, i pessimi risultati ottenuti nel meridione impediscono tuttavia di ottenere una maggioranza autonoma nei due rami del parlamento. Forza Italia, tra proporzionale e collegi uninominali, ottiene 104 seggi alla Camera e 57 al Senato.
Contemporaneamente alle politiche si svolgono le regionali in Lombardia e nel Lazio. In Lombardia il centrodestra unito sostiene il leghista Attilio Fontana, eletto presidente con il 49,7%. FI con il 14,3% ottiene 14 seggi. Nel Lazio il candidato del centrodestra Stefano Parisi raccoglie il 31,1% e viene sconfitto dal presidente uscente Zingaretti del centrosinistra al 32,9%. FI con il 14,6% ottiene 6 seggi.
Il 24 marzo la senatrice azzurra Maria Elisabetta Alberti Casellati viene eletta in terza votazione presidente del Senato.
I risultati delle elezioni regionali in Molise del 22 aprile e in Friuli-Venezia Giulia del 29 aprile vedono la vittoria dei candidati di centrodestra Donato Toma con il 43,4% e Massimiliano Fedriga con il 57%. La lista azzurra, nelle due regioni, ottiene rispettivamente 3 seggi con il 9,3% e 5 scranni con il 12%. Le regionali in Valle d'Aosta del 20 maggio, dove comunque non si elegge direttamente il presidente, assegnano la vittoria all'UV. La lista Centrodestra Valle d'Aosta (composta da FI e FdI) ottiene solo il 2,9% e nessun seggio.
Dopo aver conquistato al ballottaggio Udine, andata al voto assieme alle regionali in FVG, alla tornate generale delle amministrative del 10 giugno il centrodestra conquista al primo turno Treviso, Vicenza, Barletta e Catania, mentre il centrosinistra conferma Brescia e conquista Trapani. Dei restanti 14 capoluoghi, i candidati sostenuti da FI vengono esclusi dal ballottaggio solo in due città. Il secondo turno vede una netta affermazione del centrodestra che conquista Sondrio, Massa, Pisa, Siena, Terni e Viterbo, andando a vincere in città storicamente rosse del centro Italia. Il centrosinistra conferma Ancona e conquista Teramo e Brindisi. Ad Imperia, Messina e Siracusa si affermano esponenti di liste civiche, mentre nei due comuni dove FI era assente al ballottaggio si impongono il M5S ad Avellino e FdI a Ragusa.
Il 5 luglio Berlusconi nomina Antonio Tajani vicepresidente del partito.
Alle regionali in Trentino-Alto Adige del 21 ottobre, FI ottiene l'1% e nessun seggio nella Provincia di Bolzano. In quella di Trento viene eletto presidente con il 46,7% Maurizio Fugatti, candidato unitario del centrodestra, la lista azzurra guadagna 1 seggio con il 2,8%.

### Elezioni europee, suppletive, regionali e amministrative del 2019

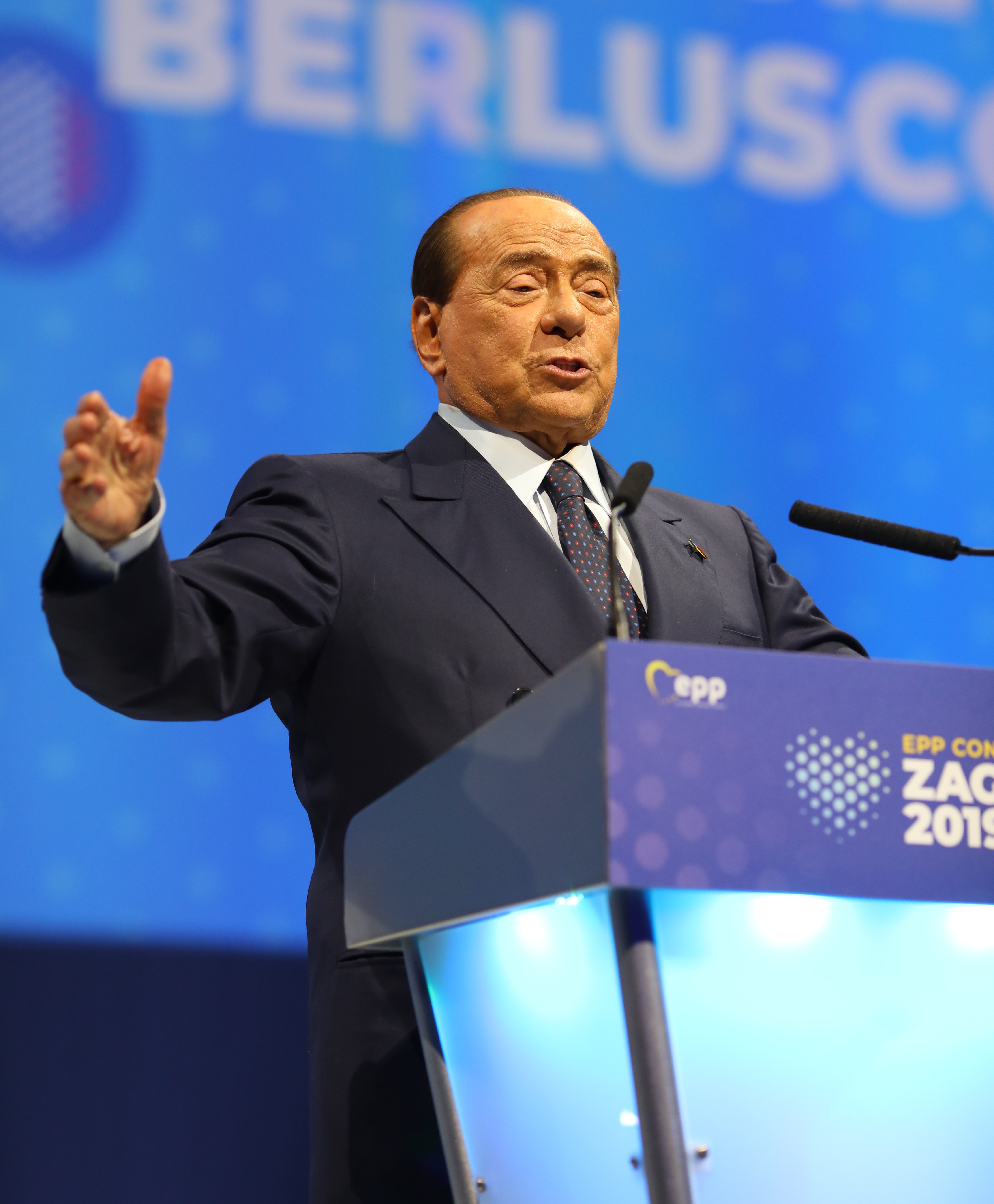
Berlusconi al congresso del Partito Popolare Europeo nel 2019.

In occasione delle elezioni suppletive del 2019, indette nel collegio uninominale di Cagliari dopo le dimissioni del deputato del Movimento 5 Stelle Andrea Mura, il centro-destra sostiene la candidatura della forzista Daniela Noli che, col 27,8% dei voti, si piazza al terzo posto, dietro il candidato del centrosinistra, risultato vincente, e quello M5S.
Alle regionali in Abruzzo del 10 febbraio il candidato di FdI Marco Marsilio viene eletto con il 48% dei voti e Forza Italia con il 9% conquista 3 seggi, confermandosi seconda forza della coalizione.
Alle regionali in Sardegna del 24 febbraio il candidato del PSd'Az Christian Solinas, sostenuto da tutto il centrodestra, viene eletto presidente con il 47,8%. FI con l'8% conquista 5 seggi. Le regionali in Basilicata del 24 marzo vengono vinte per la prima volta dal centrodestra con il candidato azzurro Vito Bardi, eletto con il 42,2%. FI ottiene il 9,1% e 3 seggi.
Alle amministrative siciliane, il centrodestra perde a Caltanissetta al ballottaggio contro il M5S.
Alle elezioni europee del 26 maggio, FI con l'8,8% e 2.351.000 voti è la quarta lista a livello nazionale, dimezzando di fatto i consensi e gli eletti rispetto al 2014, che calano da 13 a 8. Per queste elezioni FI ha anche fatto un patto federativo con gli autonomisti altoatesini di lingua tedesca del SVP, grazie al quale il suo esponente Herbert Dorfmann viene rieletto al Parlamento Europeo. Silvio Berlusconi, candidato in tutte le circoscrizioni, tranne l'Italia centrale, raccoglie oltre 561 000 preferenze personali, risultando il candidato più votato dopo il leader della Lega. Nella stessa giornata si svolgono anche due elezioni suppletive in collegi uninominali nel Trentino-Alto Adige, le elezioni regionali in Piemonte e un importante turno di amministrative.
Nei due seggi alla Camera rimasti vacanti, assegnati al collegio di Trento e al collegio di Pergine Valsugana, si impongono i candidati della Lega, sostenuti da tutto il centrodestra, rispettivamente Martina Loss con il 46% e Mauro Sutto con il 51%.
Alle elezioni regionali in Piemonte, l'azzurro Alberto Cirio, candidato unitario del centrodestra, si aggiudica la presidenza con il 49,8%. FI con l'8,3% ottiene 3 seggi.
Alle amministrative il centrodestra conferma al primo turno Vibo Valentia, Urbino e Perugia, mentre conquista Pescara e Pavia. Il centrosinistra conferma invece Bergamo, Modena, Pesaro, Bari, Lecce e Firenze. Dei restanti 15 capoluoghi andati al ballottaggio, FI viene esclusa solo in due città. Al secondo turno il centrodestra unito conferma Potenza e Foggia mentre conquista Biella, Vercelli e per la prima volta Ferrara e Forlì. Il centrosinistra si conferma a Reggio Emilia, Cremona, Prato e Verbania, conquista invece Rovigo e Livorno. A Campobasso si impone il M5S, ad Avellino una coalizione civica ed infine ad Ascoli Piceno il candidato di FdI-Lega. Alle amministrative sarde il centrodestra riconquista al primo turno Cagliari, ma viene escluso dal ballottaggio a Sassari, che viene vinto da un candidato di liste civiche.
Alle regionali in Umbria del 27 ottobre il centrodestra conquista per la prima volta la presidenza con la candidata della Lega Donatella Tesei, che ottiene il 57,5%. FI con il 5,5% si aggiudica 1 seggio.

### Il rinnovamento del 2019
A seguito del deludente risultato elettorale delle elezioni europee, il 19 giugno 2019 Berlusconi affianca Mara Carfagna e Giovanni Toti al vicepresidente del partito Antonio Tajani in qualità di coordinatori del partito, con il compito di riscrivere le regole statutarie in previsione del Congresso nazionale dell’ottobre successivo.
Il 31 luglio viene lanciata "l'Altra Italia", una federazione di centro, la cui registrazione presso l'ufficio brevetti avviene il 31 ottobre.
Il primo agosto Berlusconi annuncia la formazione di un coordinamento di presidenza composto da Anna Maria Bernini, Mara Carfagna, Mariastella Gelmini, Sestino Giacomoni e Antonio Tajani che andrà a sostituire i coordinatori nominati il 19 giugno. Giovanni Toti, escluso dal coordinamento, decide di lasciare il partito, mentre Mara Carfagna rifiuta la nomina.
Il 24 dicembre Emily Rini, presidente del Consiglio regionale della Valle d'Aosta, aderisce ufficialmente a FI, divenendone nuove coordinatore regionale, facendo così tornare il partito in Consiglio Valle dopo circa sei anni di assenza.

### Elezioni regionali e amministrative del 2020
Alle elezioni regionali in Emilia-Romagna e in Calabria gli azzurri rispettivamente sostengono i candidati del centro-destra la senatrice leghista Lucia Borgonzoni e la deputata forzista Jole Santelli, ottenendo il 2,5% e il 12,3% dei voti ed eleggendo 6 consiglieri regionali (Vittorio Sgarbi in Emilia-Romagna e 5 in Calabria), oltre ad eleggere la Sanelli come presidente della Regione.
Alle elezioni politiche suppletive del collegio uninominale Campania - 07 del Senato, dove il candidato del centro-destra, l'azzurro Salvatore Guanci, è secondo con il 24% dietro al centro-sinistra che conquista lo scranno.
Dal 12 maggio il coordinamento del partito è composto da: Antonio Tajani, Mariastella Gelmini, Anna Maria Bernini, Sestino Giacomoni, Jole Santelli, Marco Bestetti, Enrico Pianetta, Catia Polidori, Michaela Biancofiore, Renato Brunetta, Giorgio Mulé, Andrea Mandelli, Alessandro Cattaneo e Maurizio Gasparri.
Il 4 agosto 2020 il deputato Enrico Costa lascia Forza Italia per aderire ad Azione di Carlo Calenda.
In occasione delle regionali 2020 del 20 e 21 settembre, il centrodestra si presenta unito in tutte le competizioni. In Veneto il presidente uscente Luca Zaia viene riconfermato con il 76,7%. FI con il 3,5% ottiene 2 seggi. In Liguria l'ex forzista Giovanni Toti è riconfermato con il 56,1%. La lista azzurra raccoglie il 5,2% e 1 consigliere. In Toscana si afferma il centrosinistra con Eugenio Giani al 48,6% su Susanna Ceccardi, ferma al 40,4%. Gli azzurri con il 4,2% ottengono 1 seggio. In Campania e in Puglia vengono riconfermati i presidenti uscenti di centrosinistra Vincenzo De Luca con il 69,4% e Michele Emiliano con il 46,7%. i candidati di centrodestra, Stefano Caldoro e Raffaele Fitto, si fermano rispettivamente al 18% e al 38,9%. FI ottiene il 5,1% e 2 seggi in Campania e l'8,9% e 4 seggi in Puglia. Nelle Marche il centrodestra conquista la presidenza per la prima volta nella storia con Francesco Acquaroli al 49,1%. FI con il 5,8% ottiene 2 seggi. In Valle d'Aosta la lista comune con FdI ottiene il 5,8% ma rimane fuori dal consiglio.

### Appoggio al governo Draghi
A febbraio 2021 Forza Italia annuncia il suo sostegno al Presidente del Consiglio incaricato Mario Draghi, e il 13 febbraio entrano nel Governo Draghi come ministri tre esponenti del partito: Renato Brunetta, Mariastella Gelmini e Mara Carfagna. Il 15 febbraio Berlusconi nomina il vicepresidente Antonio Tajani come coordinatore unico del partito e Anna Maria Bernini come sua vice.
Alla fine di ottobre 2021 Miccichè in Sicilia raggiunge un accordo politico con Italia Viva e Sicilia Futura per presentare liste comuni in vista delle elezioni amministrative di Palermo e delle regionali in Sicilia del 2022. Il 18 novembre aderisce al partito il deputato Gianluca Rospi di Coraggio Italia.
In Calabria, a seguito del decesso della presidente Santelli, vengono convocate nuove elezioni regionali. La coalizione di centrodestra candida il forzista Roberto Occhiuto alla presidenza, il quale risulta poi eletto con il 54% dei consensi. Il partito di Berlusconi con il 17,3% dei voti e sette consiglieri eletti, diventa il primo partito della regione.
Nei sei capoluoghi di regione al voto nel 2021, Forza Italia si presenta sempre all'interno delle coalizioni di centrodestra. L'alleanza risulta poi vincitrice in un solo capoluogo, Trieste, dove viene riconfermato il forzista Roberto Dipiazza. Negli altri cinque capoluoghi le liste berlusconiane ottengono il 5,3% a Torino (due seggi), il 7,1% a Milano (tre seggi), il 3,8% a Bologna (un seggio), l'8,5% a Trieste (quattro seggi), il 3,6% a Roma (un seggio, assegnato però a Marco Di Stefano dell'UdC) e il 6,6% a Napoli (tre seggi).
Il 20 luglio 2022, dopo un discorso fatto dal Presidente del Consiglio Draghi a seguito al Senato a seguito della crisi di governo aperta dal Movimento 5 Stelle il 14 luglio 2022, Forza Italia, la Lega per Salvini Premier e il Movimento 5 Stelle annunciano che non parteciperanno al voto di fiducia richiesto dal governo, impedendo a quest'ultimo di ottenere la maggioranza assoluta. Forza Italia e la Lega hanno infatti sostenuto che la maggioranza fosse ormai troppo divisa per poter consentire il proseguimento dell'esecutivo. Il 21 luglio Mariastella Gelmini e Renato Brunetta, a seguito della decisione presa il giorno precedente da Forza Italia, che ha portato alle dimissioni del governo Draghi, lasciano il gruppo parlamentare. Nei giorni successivi lasciano anche Roberto Caon, Andrea Cangini, Anna Lisa Baroni e Mara Carfagna.

### Elezioni politiche e regionali in Sicilia del 2022
In vista delle elezioni politiche anticipate del 2022 Forza Italia si presenta assieme a Fratelli d'Italia, Lega e la lista centrista Noi Moderati nella coalizione di centro-destra, che riesce a prevalere sulla coalizione di centro-sinistra e il Movimento 5 Stelle con il 43,79% dei voti e ad ottenere la maggioranza in Parlamento, ma il partito ottiene l'8,11% alla Camera e l'8,27% al Senato, risultando per poco il terzo partito della coalizione dopo Fratelli d'Italia e la Lega e il quinto a livello nazionale, eleggendo 44 deputati e 18 senatori.
Con la formazione e l'insediamento del governo presieduto da Giorgia Meloni, Forza Italia esprime 5 ministri, tra cui in particolare Antonio Tajani come Vicepresidente del Consiglio e Ministro degli affari esteri, 2 viceministri e 6 sottosegretari.
In vista delle elezioni regionali in Sicilia del 2022 Renato Schifani viene scelto come candidato alla presidenza della Regione per la coalizione di centro-destra (esprimendo dunque il candidato), dopo un tira e molla tra il presidente dell'ARS Gianfranco Miccichè e il presidente uscente Nello Musumeci, venendo poi eletto con il 42,39% dei voti, mentre Forza Italia elegge 13 deputati dell'ARS, diventando il secondo partito della coalizione e il secondo più votato in tutta la Regione dopo Fratelli d'Italia.
Tuttavia si viene a formare una frattura all'interno del gruppo parlamentare siciliano che porta alla nascita di due gruppi: Forza Italia, capeggiato da Miccichè, e Forza Italia all'ARS, a sostegno del presidente Schifani.

### Morte di Berlusconi e successione di Tajani

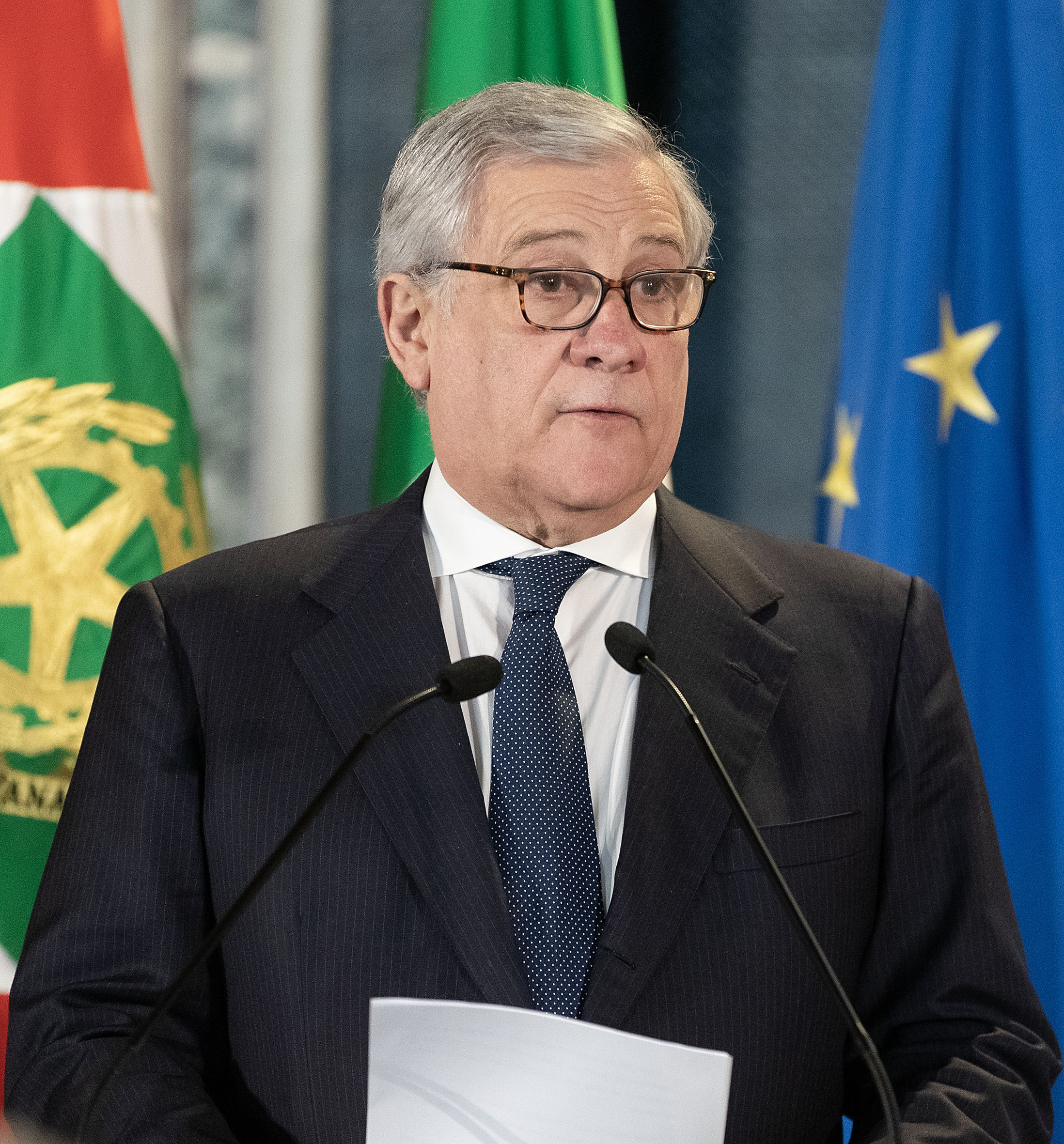
Antonio Tajani in occasione del Giorno del ricordo nel 2024

Il 12 giugno 2023, dopo una breve malattia, muore Silvio Berlusconi, lasciando nell'incertezza il futuro del partito. Pochi giorni dopo Forza Italia annuncia che entro la fine dell'estate sarebbe stato convocato un Consiglio Nazionale per nominare un presidente ad interim e determinare la road map verso il congresso nazionale che avrebbe eletto la nuova leadership.
In occasione delle elezioni regionali in Molise del 2023 il partito ottiene il 12% e viene eletto presidente della regione, in quota azzurra, Francesco Roberti, sostenuto da tutta la coalizione di centrodestra.
Il 15 luglio il Consiglio nazionale di Forza Italia si riunisce eleggendo all'unanimità alla guida del partito il vicepresidente e coordinatore unico Antonio Tajani, con la carica di segretario nazionale pro tempore fino al successivo Congresso nazionale. Nella stessa giornata il Consiglio Nazionale approva una mozione del neo-eletto segretario che riconosce nello statuto del partito il nome e il ruolo di Silvio Berlusconi, il quale all'art. 1 è denominato "Presidente Fondatore".
Tra il 23 e 24 febbraio 2024 il partito celebra il suo primo congresso nazionale tenutosi al Palazzo dei Congressi di Roma, dove Tajani è stato eletto a tutti gli effetti segretario nazionale all'unanimità per alzata di mano, insieme ai quattro vicesegretari Deborah Bergamini, con le funzioni di vicaria, il coordinatore nazionale di Forza Italia Giovani Stefano Benigni e i presidenti di Regione Alberto Cirio e Roberto Occhiuto, mentre il presidente della Regione Siciliana Renato Schifani è stato nominato presidente del Consiglio nazionale del partito.

### Elezioni regionali ed europee del 2024
Alle elezioni regionali del 2024 Forza Italia sostiene, assieme alla coalizione di centro-destra, i presidenti uscenti Marco Marsilio in Abruzzo, Vito Bardi in Basilicata, Alberto Cirio in Piemonte (quest'ultimi due di Forza Italia), mentre in Sardegna sostiene il sindaco di Cagliari Paolo Truzzu e in Liguria il sindaco di Genova Marco Bucci ottenendo rispettivamente il 13,44%, 13,01%, 9,85%, 6,36% e 7,98% dei voti ed eleggendo 17 consiglieri regionali.
In vista della elezioni europee del 2024 Forza Italia forma una lista elettorale congiunta con Noi Moderati, firma un patto elettorale con il Südtiroler Volkspartei e accoglie i candidati di Riformatori Sardi; inoltre il partito o i suoi singoli candidati vengono appoggiati da Coraggio Italia di Luigi Brugnaro, Movimento per l’Autonomia di Raffaele Lombardo, Sicilia Futura, Democrazia Cristiana Sicilia di Totò Cuffaro, Tempi Nuovi – Popolari Uniti e Partito Radicale Transnazionale.

## Ideologia e posizioni
I riferimenti culturali sono fondamentalmente riconducibili al moderno conservatorismo liberale e alla tradizione moderata.
Le tesi della dottrina sociale della Chiesa cattolica trovano spazio nella concezione secondo la quale la famiglia sia il nucleo fondamentale della società e nella difesa del primato della persona in ogni sua consapevole espressione.
Le posizioni in materia economica sono largamente basate sulle elaborazioni incentrate su privatizzazioni e liberalizzazioni e sull'azione di governo di Margaret Thatcher e Ronald Reagan. Propone infatti la chiusura di Equitalia, l'abolizione del limite sull'uso del contante, la privatizzazione della Rai, la privatizzazione dell'ATAC e l'eliminazione di alcune tasse come l'Irap, il bollo auto, l'Imu sulla prima casa e l'imposta sulle successioni e donazioni. Il partito è inoltre favorevole all'introduzione della Flat tax al 23%, della web tax, del superbonus 110%, l'aumento delle pensioni minime e un forte investimento verso gli ITS. Si dichiara contrario al salario minimo, al reddito di cittadinanza, alla Quota 100, alla European Super League, alla chiusura domenicale degli esercizi commerciali e all'introduzione della sugar tax, della plastic tax, dell'imposta patrimoniale e della riforma sul catasto.
Sui diritti civili, il partito ha votato contro la legge sul biotestamento e contro la legge sulle unioni civili per le coppie gay, proponendo anche (insieme a Lega e Fratelli d’Italia) un referendum abrogativo per abolire questa legge dopo la sua approvazione. Il partito difende l'esposizione del crocifisso nelle aule scolastiche e ha proposto in passato una modifica della legge 194 al fine di disincentivare l'aborto. La linea ufficiale è inoltre contraria al matrimonio gay, alle adozioni gay, a quelle misure di contrasto/prevenzione dell’omofobia previste nel Ddl Zan, alla legalizzazione della cannabis, all'eutanasia, allo ius soli, al cosiddetto "utero in affitto", al servizio militare di leva, alla pena di morte, alle quote rosa, alla castrazione chimica, alla vivisezione, ai botti di Capodanno che spaventano gli animali e ai cani legati alla catena. Si è invece dichiarato favorevole allo ius scholae dopo 10 anni di scuola frequentata.
Al fine di orientare i consumi, si ritiene che il sistema tributario non debba essere vessatorio, quanto piuttosto incentrato sulle imposte indirette e su quelle reali, rispetto a quelle dirette e personali. Onde ridurre i costi del funzionamento della macchina statale, si mira ad una riorganizzazione della pubblica amministrazione ed alla soppressione degli enti valutati come "inutili".
Altre opinioni riguardano una linea inequivocabilmente atlantista in materia di politica estera, sostiene infatti la legittimità dello Stato di Israele, l'indipendenza del Kosovo, l'invio di armi all'Ucraina, la difesa di Taiwan e l'integrità territoriale dell'Azerbaigian. Un moderato europeismo, in particolare sostiene la creazione di un esercito comune europeo, il mantenimento del trattato di Schengen e la riforma sul copyright europeo. Resta però contrario alla direttiva Bolkestein, al Meccanismo europeo di stabilità e al Fit for 55. Inoltre sostiene che la moneta unica, l'Euro, abbia impoverito gli italiani ma che la soluzione non sia uscirne ma bensì modificare alcune funzioni e regole della BCE. È anche favorevole al mantenimento di buone relazioni con la Russia, con la Libia e con l'Albania (per l'entrata nella UE), al riconoscimento internazionale dell'innocenza dei due Marò, alla libertà di coscienza in tematiche di bioetica come la ricerca sulle cellule staminali embrionali, al pieno diritto della legittima difesa, la regolamentazione del gioco d'azzardo, il supporto al ddl concorrenza per la liberalizzazione del settore dei tassisti, l'istituzione di un Garante indipendente per la spesa sanitaria e la tutela dei diritti dei diversamente abili, posizioni rigorose contro l'immigrazione clandestina, in particolare tramite un blocco navale con l'Africa, il mantenimento della patente a punti, i cinque quesiti del referendum sulla giustizia, quindi la separazione delle carriere tra magistratura giudicante e magistratura inquirente, l'abrogazione della legge Severino, la riforma del Consiglio superiore della magistratura, la supervisione dei magistrati, 
nuove assunzioni e risorse per le forze dell'ordine, l'abolizione dell'obbligatorietà dell'azione penale e dei reati di opinione, la limitazione del carcere e della custodia cautelare, l'abrogazione della Legge Merlin al fine di riaprire le case chiuse, l'utilizzo dell'energia nucleare, delle trivellazione nell'Adriatico e la costruzione di termovalorizzatori come mezzi per il contrasto della crisi climatica, piantare un milione di alberi all'anno per contrastare la desertificazione, la costruzione di nuovi bacini artificiali per combattere la siccità, la lotta al fenomeno del randagismo tramite la costruzione di nuovi rifugi animali, la regolamentazione della caccia e della pesca viste come una risorsa importante per l'economia, il Green pass e l'obbligo vaccinale come mezzi per incentivare le vaccinazioni e contrastare la pandemia di Covid-19, l'ammodernamento del sistema infrastrutturale italiano, tra cui il completamento dell'alta velocità ferroviaria, la costruzione del ponte sullo Stretto di Messina, il terzo valico, il MOSE, la variate Lombardore-Front della strada provinciale 460 di Ceresole, il Gasdotto Trans-Adriatico e la continua escavazione del marmo sulle alpi Apuane. Si oppone fermamente al progetto cinese della Nuova via della seta, ritenendolo una strategia egenomica a danno delle imprese italiane. Il partito è stato anche contrario al taglio dei parlamentari, al sistema proporzionale e all'abolizione del senato.
Citiamo anche la necessità di incentivi per quanto riguarda le startup, una detassazione dei redditi per le nuove imprese giovanili, nonché l'opportunità di riforme costituzionali in senso federalista. Il partito inoltre insiste in senso presidenzialista sull'elezione diretta del Presidente della Repubblica Italiana.
Il democristiano Alcide De Gasperi, il socialdemocratico Giuseppe Saragat, il repubblicano Ugo la Malfa, il popolare Luigi Sturzo, i liberali Luigi Einaudi e Giovanni Malagodi, il «ministro dell'Armonia» Giuseppe Tatarella, il leader socialista Bettino Craxi, i neo-conservatori Margaret Thatcher e Ronald Reagan, i filosofi Lucio Colletti, Ayn Rand, Hannah Arendt, Pavel Florenskij, Karl Popper e Viktor Frankl, i giornalisti Oriana Fallaci, Indro Montanelli, Giovannino Guareschi e George Orwell, gli economisti Friedrich von Hayek e Milton Friedman, papa Giovanni Paolo II, e il fondatore del partito Silvio Berlusconi, sono infine i padri nobili ai quali richiamarsi.

## Associazioni e fondazioni
- Italia Protagonista di Maurizio Gasparri, parzialmente riconducibile alla vecchia corrente di Alleanza Nazionale Destra Protagonista.[275][276][277][278][279]
- Primavera Italia di Alessandro Cattaneo, aperta essenzialmente a giovani amministratori locali e a docenti universitari.[280][281]
- Rivolta l'Italia, di Antonio Martino e Giuseppe Moles, di orientamento liberista.[282]
- Siamo italiani, nata per iniziativa di Aldo Patriciello, Salvatore Cicu e Lara Comi. Di carattere marcatamente europeista, ha il fine di valorizzare la tradizione giudaico-cristiana del continente, nell'ambito di principi cardine quali giustizia, libertà, sussidiarietà e rispetto della persona umana.[283][284]
- Voce Libera, di Mara Carfagna. È nata con l'obiettivo di rafforzare le idee laiche e meridionaliste,[285][286][287] ha carattere marcatamente anti-statalista e anti-sovranista[288] e vede la partecipazione tra gli altri di Massimo Mallegni, Laura Stabile, Marzia Ferraioli ed Enzo Fasano.[289][290][291] Tale fazione rimane inattiva visto il passaggio della Carfagna ad Azione.[senza fonte]

## Scissioni
- Conservatori e Riformisti di Raffaele Fitto - 3 giugno 2015 (confluito in Direzione Italia nel 2017 e confluito a sua volta in Fratelli d'Italia nel 2019)
- Alleanza Liberalpopolare di Denis Verdini - 29 luglio 2015 (dissoluzione nel 2018)
- Cambiamo! di Giovanni Toti - 7 agosto 2019 (confluito in Italia al Centro nel 2022 e confluito a sua volta in Noi Moderati nel 2023)
- Coraggio Italia di Luigi Brugnaro - 26 maggio 2021

## Struttura

### Statuto del 2014
Gli organi principali previsti dallo statuto sono:
- il Congresso Nazionale,
- il Presidente,
- il Vicepresidente,
- il Consiglio Nazionale,
- l'Ufficio di Presidenza,
- l'Amministratore Nazionale.

Il Congresso Nazionale definisce la linea da perseguire, elegge il Presidente, 6 membri dell'Ufficio di Presidenza, 50 membri del Consiglio Nazionale e si riunisce in via ordinaria ogni 3 anni; è convocato dal Presidente su delibera dell'Ufficio di Presidenza, che ne stabilisce il luogo, la data e l'ordine del giorno. La sua composizione venne formalizzata il 24 marzo 2014 e prevede 30 membri effettivi con diritto di voto, affiancati da altri 38 colleghi.
Il Presidente restava in carica 3 anni e poteva essere rieletto. Le sue funzioni consistevano nel dirigere e rappresentare il partito in tutte le sedi.
Il Consiglio Nazionale promuove e coordina l'azione politica degli indirizzi programmatici dettati dal Congresso Nazionale e si occupa del Collegio Nazionale dei Probiviri.
L'Amministratore Nazionale, eletto a maggioranza dei presenti dal Consiglio Nazionale su proposta dell'Ufficio di Presidenza, rimane in carica tre anni. Svolge un ruolo di legale rappresentanza di fronte ai terzi ed in giudizio senza alcuna limitazione, per gli atti riferibili agli Organi Nazionali, con tutti i poteri di ordinaria e straordinaria amministrazione. È abilitato alla riscossione dei contributi previsti dalla legge.
L'Ufficio di Presidenza attua infine le deliberazioni del Congresso Nazionale e del Consiglio Nazionale, coordinando l'attività dei gruppi parlamentari.

#### Modifiche successive
Dopo la morte di Silvio Berlusconi, nel 2023 venne riformato lo statuto. La figura del Presidente venne rinominata in Segretario Nazionale, mentre Berlusconi rimase come Presidente fondatore.

### Organizzazione interna

#### Presidente
- Silvio Berlusconi (16 novembre 2013 – 12 giugno 2023)

#### Segretario
- Antonio Tajani (15 luglio 2023 – in carica[293])

#### Vicepresidente
- Antonio Tajani (5 luglio 2018 – 15 luglio 2023)[294]

#### Vicesegretario
- Deborah Bergamini[295] (24 febbraio 2024 – in carica)
- Roberto Occhiuto (24 febbraio 2024 – in carica)
- Alberto Cirio (24 febbraio 2024 – in carica)
- Stefano Benigni (24 febbraio 2024 – in carica)

#### Coordinatore
- Mara Carfagna & Giovanni Toti (19 giugno 2019 – 1º agosto 2019)
- Antonio Tajani (15 febbraio 2021 – 15 luglio 2023)

#### Vice-coordinatore
- Anna Maria Bernini (15 febbraio 2021 – 15 luglio 2023)[296]
- Alessandro Cattaneo (24 marzo 2023 – 15 luglio 2023)[296]

#### Presidente del Consiglio nazionale
- Renato Schifani (24 febbraio 2024 – in carica)

#### Presidente della Consulta della Segreteria nazionale
- Letizia Moratti (10 ottobre 2023 – in carica)

#### Portavoce
- Deborah Bergamini (2014 – 10 aprile 2018)
- Giorgio Mulé (10 aprile 2018 – 3 agosto 2023)
- Raffaele Nevi (3 agosto 2023 – in carica)

#### Responsabile/Segretario organizzativo
- Gregorio Fontana (2015–2023)
- Francesco Battistoni (2023 – in carica)

#### Amministratore/Tesoriere
- Mariarosaria Rossi (2013–2016)
- Alfredo Messina (2016–2023)
- Fabio Roscioli (dal 2023)[297]

#### Dipartimenti[298]
- Responsabile Nazionale dei Dipartimenti: Alessandro Cattaneo
- Responsabile Nazionale Adesioni: Tullio Ferrante
- Responsabile Nazionale dell’Ufficio Elettorale: Alessandro Battilocchio
- Affari Costituzionali e Giustizia: Francesco Paolo Sisto
- Affari Esteri e Politiche UE: Deborah Bergamini
- Politica economica: Maurizio Casasco
- Bilancio e Finanze: Gilberto Pichetto Fratin
- Istruzione: Valentina Aprea
- Sanità: Andrea Mandelli
- Bioetica e Diritti umani: Olimpia Tarzia
- Ambiente e Territorio: Maria Alessandra Gallone
- Turismo: Carlo De Romanis
- Agricoltura: Raffaele Nevi
- Solidarietà: Cristina Rossello
- Sud: Francesco Cannizzaro
- Professioni: Andrea Mandelli
- Tutela dei consumatori: Simone Baldelli
- Famiglia: Daniela Ternullo
- Casa, edilizia sociale e riqualificazione delle periferie: Roberto Rosso
- Attività produttive e tutela delle imprese: Claudia Porchietto
- Sicurezza alimentare e difesa del cibo italiano nel mondo: Fulvia Michela Caligiuri
- Lavori Pubblici: Erica Mazzetti
- Immigrazione: Alessandro Battilocchio
- Cooperazione internazionale: Raffaella Bonsangue
- Lavoro: Chiara Tenerini
- Italiani all'estero: Salvatore De Meo
  - Coordinatore Europa: Antonio Cenini
  - Coordinatore America centrale e settentrionale: Fucsia Nissoli
  - Coordinatore America meridionale: Andrea Dorini
- Energia: Luca Squeri
- Difesa: Matteo Perego di Cremnago
- Innovazione e sviluppo: Angelo Antonio D'Agostino

#### Altre cariche[299]
- Licia Ronzulli: Responsabile per i rapporti con gli alleati
- Gregorio Fontana: Responsabile Principi, Valori e Memoria Storica
- Maurizio Gasparri: Responsabile enti locali
- Alessandra Gallone: Responsabile Formazione
- Alessandro Cattaneo: Responsabile formazione Dipartimenti
- Paolo Emilio Russo: Responsabile delle relazioni con la stampa nazionale[300]
- Alberto Barachini: Responsabile Comunicazione ed Immagine

### Presidenti dei gruppi parlamentari

#### Camera dei deputati
- 18 novembre 2013 – 22 marzo 2018: Renato Brunetta, vice: Mariastella Gelmini
- 27 marzo 2018 – 10 marzo 2021: Mariastella Gelmini, vice: Roberto Occhiuto
- 10 marzo 2021 – 20 ottobre 2021: Roberto Occhiuto, vice: Valentino Valentini
- 20 ottobre 2021 – 12 ottobre 2022: Paolo Barelli, vice: Valentino Valentini
- 18 ottobre 2022 – 28 marzo 2023: Alessandro Cattaneo, vice: Raffaele Nevi
- 28 marzo 2023 – in carica: Paolo Barelli, vice: Raffaele Nevi

#### Senato della Repubblica
- 20 novembre 2013 – 25 novembre 2013: Paolo Romani (pro tempore)
- 25 novembre 2013 – 22 marzo 2018: Paolo Romani, vice: Anna Maria Bernini
- 27 marzo 2018 – 12 ottobre 2022: Anna Maria Bernini, vice: Lucio Malan
- 18 ottobre 2022 – 21 novembre 2023: Licia Ronzulli, vice: Adriano Paroli
- 21 novembre 2023 – in carica: Maurizio Gasparri, vice: Adriano Paroli

#### Parlamento europeo
- 20 novembre 2013 – 1º luglio 2014: Raffaele Baldassarre
- 1º luglio 2014 – 12 aprile 2019: Elisabetta Gardini
  - 12 aprile 2019 – 1º luglio 2019: Salvatore Cicu (ad interim)
- 3 luglio 2019 – 12 ottobre 2022: Antonio Tajani
- 12 ottobre 2022 – in carica: Fulvio Martusciello

### Organi territoriali

#### Coordinatori regionali
I coordinatori regionali sono riuniti nella Conferenza dei Coordinatori regionali, il cui segretario è Claudio Fazzone. In precedenza ha ricoperto questa carica Sestino Giacomoni.
| Regione               | Coordinatore                                                                      |
| --------------------- | --------------------------------------------------------------------------------- |
| Valle d'Aosta         | Emily Rini                                                                        |
| Piemonte              | Paolo Zangrillo (commissario)                                                     |
| Liguria               | Carlo Bagnasco                                                                    |
| Lombardia             | Alessandro Sorte                                                                  |
| Trentino-Alto Adige   | Giorgio Leonardi                                                                  |
| Veneto                | Flavio Tosi                                                                       |
| Friuli-Venezia Giulia | Sandra Savino                                                                     |
| Emilia-Romagna        | Valentina Castaldini (commissario Emilia) Rosaria Tassinari (commissario Romagna) |
| Toscana               | Marco Stella                                                                      |
| Marche                | Francesco Battistoni (commissario)                                                |
| Umbria                | Andrea Romizi                                                                     |
| Lazio                 | Claudio Fazzone                                                                   |
| Abruzzo               | Nazario Pagano                                                                    |
| Molise                | Claudio Lotito                                                                    |
| Campania              | Fulvio Martusciello (commissario)                                                 |
| Basilicata            | Maria Elisabetta Alberti Casellati (commissario)                                  |
| Puglia                | Mauro D'Attis (commissario)                                                       |
| Calabria              | Francesco Cannizzaro                                                              |
| Sicilia               | Marcello Caruso (commissario)                                                     |
| Sardegna              | Pietro Pittalis                                                                   |

#### Club Forza Silvio
Nei giorni immediatamente successivi alla rinascita del partito sono stati lanciati i Club Forza Silvio, guidati da Marcello Fiori.
Alla data dell'8 dicembre 2013 risultavano 3.386 club, saliti, secondo i dati forniti dal partito, a circa 7 000 l'11 gennaio 2014; l'obiettivo di Silvio Berlusconi era quello di arrivare a 12.000 club in Italia entro sei mesi.

#### Forza Italia all'estero
Marcello Fiori, coordinatore nazionale dei Club Forza Silvio, ha designato Maria Garcia quale coordinatrice per l'Europa.

### Forza Italia Giovani
Inizialmente l'organizzazione giovanile di Forza Italia è stata Giovane Italia, già operante all'interno del PdL e membro dei Giovani del Partito Popolare Europeo; ma successivamente è stata riassunta la precedente denominazione Forza Italia Giovani. Alla presidenza viene confermata Annagrazia Calabria e il suo vice Armando Cesaro (figlio di Luigi Cesaro), con Maria Tripodi che diventa Responsabile nazionale dell'organizzazione.
Il 3 agosto 2019 Marco Bestetti viene nominato alla guida di Forza Italia Giovani.
Il 12 dicembre 2022 il presidente Berlusconi nomina il deputato Stefano Benigni come coordinatore nazionale del movimento giovanile. Il suo vice è Alessio Pagliacci, con Simone Leoni che assume la carica di responsabile nazionale dell'organizzazione.

## Nelle istituzioni

### Presidente del Senato
- Maria Elisabetta Alberti Casellati (XVIII legislatura)

### Vicepresidente del Consiglio dei Ministri
- Antonio Tajani (Governo Meloni)

### Governi e Ministri della Repubblica Italiana
- Governo Draghi (2021–2022)
  - Renato Brunetta (Ministro della pubblica amministrazione) [fino al 21 luglio 2022]
  - Mara Carfagna (Ministra per il Sud e la coesione territoriale) [fino al 29 luglio 2022]
  - Mariastella Gelmini (Ministra per gli affari regionali e le autonomie) [fino al 29 luglio 2022]
- Governo Meloni (dal 2022)
  - Antonio Tajani (Ministro degli affari esteri e della cooperazione internazionale)
  - Gilberto Pichetto Fratin (Ministro dell'ambiente e della sicurezza energetica)
  - Anna Maria Bernini (Ministra dell'università e della ricerca)
  - Paolo Zangrillo (Ministro della pubblica amministrazione)
  - Maria Elisabetta Alberti Casellati (Ministra per le riforme istituzionali)

### Vicepresidenti del Senato
- Maurizio Gasparri (XVII legislatura)
- Maurizio Gasparri (XIX legislatura) [fino al 22/11/2023]
- Licia Ronzulli (XIX legislatura) [dal 23/11/2023]

### Vicepresidenti della Camera
- Simone Baldelli (XVII legislatura)
- Mara Carfagna[295] (XVIII legislatura) [fino al 13/02/2021]
- Andrea Mandelli[295] (XVIII legislatura) [dal 10/03/2021]
- Giorgio Mulé (XIX legislatura)

### Parlamento italiano
| Legislature | Deputati | Senatori | Totali | +/- | Gruppi parlamentari |
| ----------- | -------- | -------- | ------ | --- | --- |
| XVII        | 67       | 61       | 128    |     | - Camera dei deputati: Forza Italia - Il Popolo della Libertà - Berlusconi presidente - Senato della Repubblica: Forza Italia-Il Popolo della Libertà XVII Legislatura |
| XVIII       | 104      | 57       | 161    | 33  | - Camera dei deputati: Forza Italia - Berlusconi Presidente - Senato della Repubblica: Forza Italia Berlusconi Presidente-UDC                                          |
| XIX         | 45       | 18       | 63     | 98  | - Camera dei deputati: Forza Italia - Berlusconi Presidente - PPE - Senato della Repubblica: Forza Italia - Berlusconi Presidente - PPE                                |

### Parlamento europeo
Gruppo Partito Popolare Europeo
| Legislature | Europarlamentari | +/- |
| ----------- | ---------------- | --- |
| VII         | 15               |     |
| VIII        | 12               | 3   |
| IX          | 7                | 5   |
| X           | 8                | 1   |

## Iscritti
- 2013: dati non disponibili
- 2014: dati non disponibili
- 2015: 100 000[319]
- 2016: 111 000[320]
- 2017: dati non disponibili
- 2018: dati non disponibili
- 2019: dati non disponibili
- 2023: 100 000[321]

## Congressi
- Congresso Nazionale - Roma, 23-24 febbraio 2024

## Simboli

Simbolo standard (2013-)
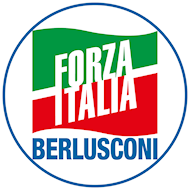
Simbolo elettorale (2014)
Simbolo elettorale (2018)
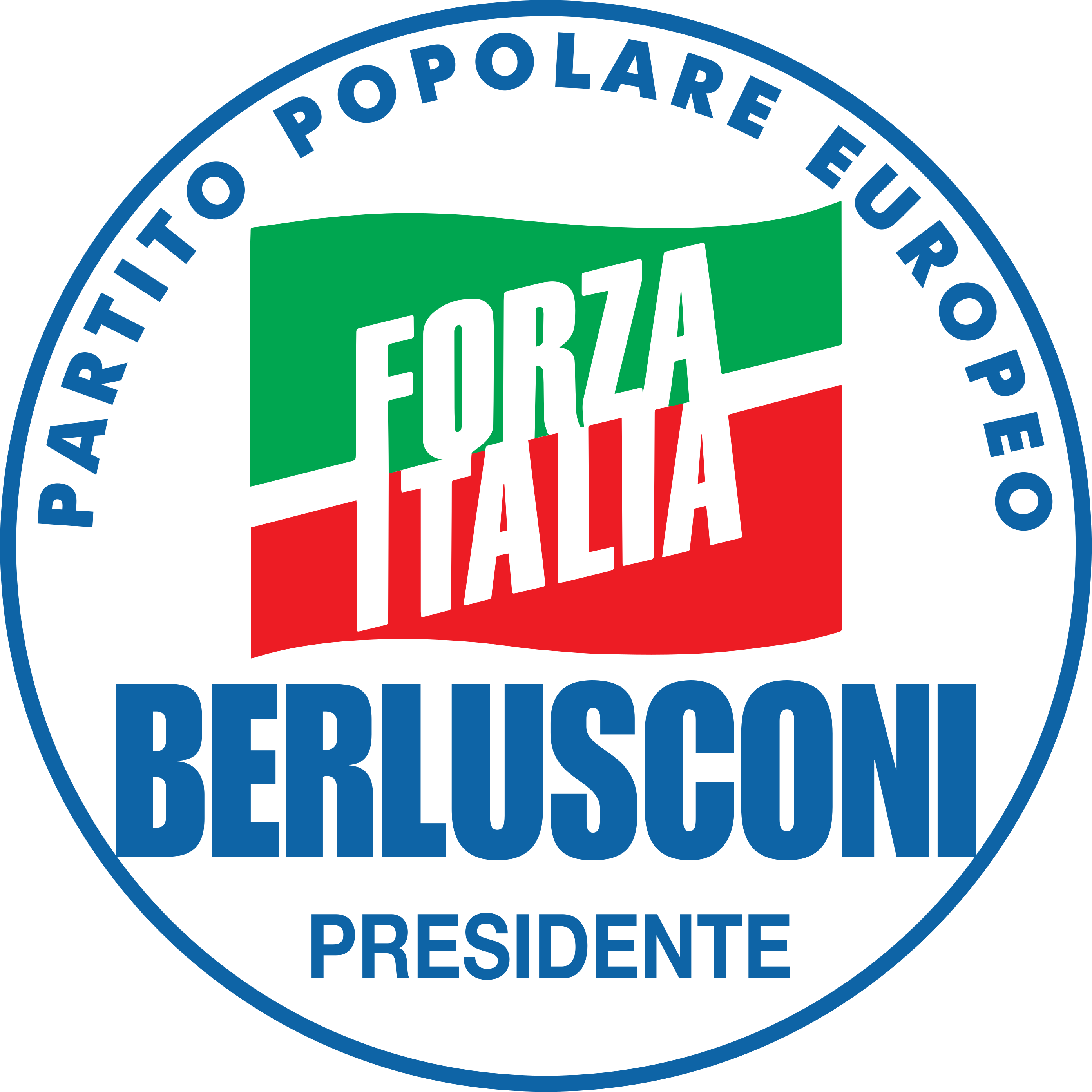
Simbolo elettorale (2022)

## Risultati elettorali

### Elezioni nazionali
| Elezione | Camera dei deputati | Camera dei deputati | Camera dei deputati | Camera dei deputati | Senato della Repubblica | Senato della Repubblica | Senato della Repubblica | Senato della Repubblica | Legislatura | Posizione                |
| Elezione | Voti                | %                   | Seggi               | +/-                 | Voti                    | %                       | Seggi                   | +/-                     | Legislatura | Posizione                |
| -------- | ------------------- | ------------------- | ------------------- | ------------------- | ----------------------- | ----------------------- | ----------------------- | ----------------------- | ----------- | ------------------------ |
| 2018     | 4 590 774           | 14,00               | 104 / 630           |                     | 4 352 380               | 14,43                   | 57 / 315                |                         | XVIII       | Opposizione, Maggioranza |
| 2022     | 2 278 217           | 8,11                | 45 / 400            | 59                  | 2 279 980               | 8,27                    | 18 / 200                | 39                      | XIX         | Maggioranza              |

### Elezioni europee
| Elezione                       | Voti      | %     | Seggi   | +/- | Legislatura |
| ------------------------------ | --------- | ----- | ------- | --- | ----------- |
| 2014                           | 4 614 364 | 16,81 | 13 / 73 |     | VIII        |
| 2019                           | 2 351 673 | 8,79  | 7 / 76  | 6   | IX          |
| 2024 a                         | 2 244 678 | 9,59  | 8 / 76  | 1   | X           |
| a Lista unica con Noi moderati |           |       |         |     |             |